# Herlev
Herlev je předměstí Kodaně a zároveň centrum stejnojmenné obce v Dánsku. Je vzdáleno přibližně 9 km severozápadně od Kodaně. Budova místní nemocnice je vysoká 120 m a je nejvyšší budovou v Dánsku a pátou nejvyšší nemocnicí na světě.

## Sport
Město je rodištěm ledního hokejisty Jannika Hansena a domovským místem hokejového týmu Herlev Hornets.